# Ambasada Bułgarii przy Stolicy Apostolskiej
Ambasada Bułgarii przy Stolicy Apostolskiej (bułg. Посолство на република България към Светия престол) – misja dyplomatyczna Republiki Bułgarii przy Stolicy Apostolskiej. Ambasada mieści się w Rzymie.
Ambasador Bułgarii przy Stolicy Apostolskiej akredytowany jest również przy Zakonie Maltańskim.